# Trachysphyrus metallicus
Trachysphyrus metallicus là một loài tò vò trong họ Ichneumonidae.